# 아즈텍 신화

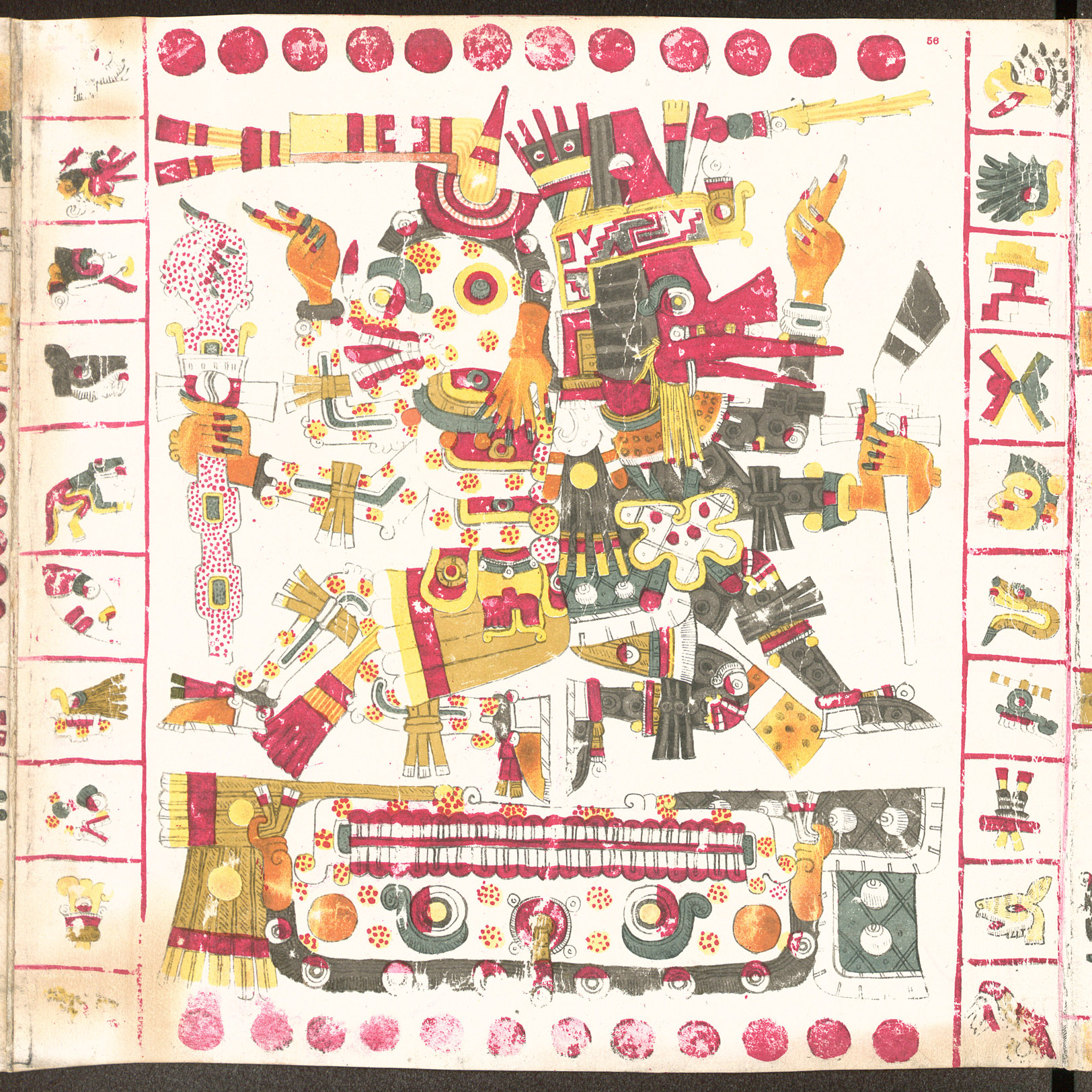
믹틀란테쿠틀리(왼쪽), 죽음의 신, 명계의 군주와 케찰코아틀 (오른쪽), 지혜, 생명, 지식, 새벽 별의 신, 바람과 빛의 후원자, 서쪽의 군주. 이들은 함께 삶과 죽음을 상징한다.

아즈텍 신화는 중앙멕시코의 아즈텍 문명 신화의 집합체이다. 아즈텍은 멕시코 중부에 거주하는 나우아틀어를 사용하는 집단으로 그들의 신화 대부분은 다른 메소아메리카 문화와 유사하다. 전설에 따르면 아즈텍이 될 다양한 집단이 북쪽에서 텍스코코호 주변의 아나악 계곡으로 도착했다. 목적지인 이 계곡과 호수의 위치는 분명하다 – 이곳은 현대 멕시코시티 – 심장부이다. 그러나 아즈텍의 기원에 대해 확실하게 알 수 있는 것은 거의 없다. 그들의 기원에 대한 다른 설명이 있다. 신화에서 멕시카/아즈텍의 조상은 남쪽으로 여행을 하기 위해 7개의 나우아틀라카스(나우아틀어를 사용하는 부족)의 마지막인 아즈틀란이라고 하는 북쪽의 한 장소에서 왔으며, 따라서 그들의 이름은 "아스테카"이다. 다른 설명은 "일곱 동굴의 장소"인 치코모스톡 또는 타모안찬(모든 문명의 전설적인 기원)에서 이들의 기원을 추적한다.
아즈텍은 "왼손잡이 벌새 " 또는 "남쪽에서 온 벌새"를 의미하는 그들의 신 우이칠로포치틀리의 인도를 받았다고 한다. 텍스코코호의 한 섬에서 그들은 발톱에 방울뱀을 들고 있는 독수리가 노팔 선인장에 앉아 있는 것을 보았다. 이 환상은 그들이 그 자리에서 새로운 집을 찾아야 한다는 예언을 성취했다. 아즈텍인들은 그 자리에 그들의 도시 테노치티틀란을 건설하여 오늘날 멕시코시티의 중심에 있는 거대한 인공섬을 건설했다. 이 전설적인 비전은 멕시코 국장에 묘사되어 있다.

## 같이 보기
- 산타 무에르테
- 마야 신화
- 그리스 신화

## 서지
- Primo Feliciano Velázquez (1975).  Instituto de Investigaciones Históricas, 편집. 《Códice Chimalpopoca. Anales de Cuauhtitlán y Leyenda de los Soles》 (스페인어). México. 161쪽. ISBN 968-36-2747-1.
- Adela Fernández (1998).  Panorama Editorial, 편집. 《Dioses Prehispánicos de México》 (스페인어). México. 162쪽. ISBN 968-38-0306-7.
- Cecilio Agustín Robelo (1905).  Biblioteca Porrúa. Imprenta del Museo Nacional de Arqueología, Historia y Etnología, 편집. 《Diccionario de Mitología Nahua》 (스페인어). México. 851쪽. ISBN 978-9684327955.
- Otilia Meza (1981).  Editorial Universo México, 편집. 《El Mundo Mágico de los Dioses del Anáhuac》 (스페인어). México. 153쪽. ISBN 968-35-0093-5.
- Patricia Turner and Charles Russell Coulter (2001).  Oxford University Press, 편집. 《Dictionary of Ancient Deities》. United States. 608쪽. ISBN 0-19-514504-6.
- Michael Jordan (2004).  Library of Congress, 편집. 《Dictionary of Gods and Goddesses》. United States. 402쪽. ISBN 0-8160-5923-3.
- Nowotny, Karl Anton (2005).  Norman : University of Oklahoma Press, c2005, 편집. 《Tlacuilolli: Style and Contents of the Mexican Pictorial Manuscripts with a Catalog of the Borgia Group》. 402쪽. ISBN 978-0806136530.
- François-Marie Bertrand (1881).  Migne, 편집. 《Dictionnaire universel, historique et comparatif, de toutes les religions du monde : comprenant le judaisme, le christianisme, le paganisme, le sabéisme, le magisme, le druidisme, le brahmanisme, le bouddhismé, le chamisme, l'islamisme, le fétichisme; Volumen 1,2,3,4》 (프랑스어). France. 602쪽.
- Douglas, David (2009). 《The Altlas of Lost Cults and mystery religions》. Godsfield Press. 34–35쪽.
- Boone, Elizabeth H., 편집. (1982). 《The Art and Iconography of Late Post-Classic Central Mexico》. Washington, D.C.: Dumbarton Oaks. ISBN 0-88402-110-6.
- Boone, Elizabeth Hill (2013). 《Cycles of Time and Meaning in the Mexican Books of Fate》. University of Texas Press. ISBN 978-0-292-75656-4.
- Brinton, Daniel G. (Ed.) (1890). 〈Rig Veda Americanus〉. 《Library of Aboriginal American Literature》. No. VIII. Project Gutenberg reproduction.(영어/나와틀어)
- Leon-Portilla, Miguel (1990) [1963]. 《Aztec Thought and Culture》. Davis, J.E. (trans). Norman, Oklahoma: Oklahoma University Press. ISBN 0-8061-2295-1.
- Miller, Mary; Karl Taube (1993). 《The Gods and Symbols of Ancient Mexico and the Maya》. London: Thames and Hudson. ISBN 0-500-05068-6.
- James Lewis Thomas Chalmbers Spence, The Myths of Mexico and Peru: Aztec, Maya and Inca, 1913 The Myths of Mexico and Peru: Aztec, Maya and Inca
- Miguel León Portilla, Native Mesoamerican Spirituality, Paulist Press, 1980 Native Mesoamerican Spirituality: Ancient Myths, Discourses, Stories, Doctrines, Hymns, Poems from the Aztec, Yucatec, Quiche-Maya and Other Sacred Traditions